# Aliza Olmert

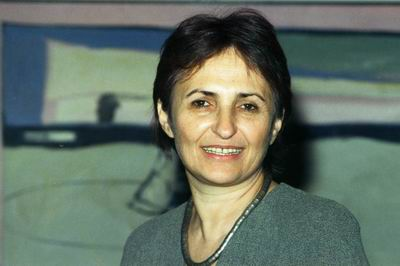
Alisa Olmert

Aliza Olmert (Eschwege, 1946) é uma artista plástica israelense e a esposa de Ehud Olmert, Primeiro Ministro de Israel.

## Biografia
Aliza Olmert nasceu em um campo de deslocados em Eschwege, Alemanha. Seus pais eram sobreviventes do Holocausto em Łódź, Polônia. Ela imigrou para Israel com sua família em 1949, cresceu em Ramat Gan e serviu como instrutora nas Forças de Defesa de Israel. Ela conheceu seu marido, Ehud Olmert, na Universidade Hebraica de Jerusalém, onde estudava serviço social. Os Olmerts vivem no bairro de Katamon em Jerusalém. Eles têm cinco filhos (incluindo Shaul Olmert), um deles adotado.